# Liste der Bodendenkmäler in Zeil am Main
Auf dieser Seite sind die Bodendenkmäler in der unterfränkischen Stadt Zeil am Main zusammengestellt. Diese Tabelle ist eine Teilliste der Liste der Bodendenkmäler in Bayern. Grundlage ist die Bayerische Denkmalliste, die auf Basis des Bayerischen Denkmalschutzgesetzes vom 1. Oktober 1973 erstmals erstellt wurde und seither durch das Bayerische Landesamt für Denkmalpflege geführt wird. Die folgenden Angaben ersetzen nicht die rechtsverbindliche Auskunft der Denkmalschutzbehörde.

## Bodendenkmäler in Zeil am Main

### Bodendenkmäler in der Gemarkung Bischofsheim
| Lage                    | Objekt                                             | Akten-Nr.     | Bild                     |
| ----------------------- | -------------------------------------------------- | ------------- | ------------------------ |
| Bischofsheim (Standort) | Fundamente eines spätmittelalterlichen Turmhauses. | D-6-5929-0047 | Fundamente D-6-5929-0047 |

### Bodendenkmäler in der Gemarkung Krum
| Lage            | Objekt                                                                              | Akten-Nr.     | Bild           |
| --------------- | ----------------------------------------------------------------------------------- | ------------- | -------------- |
| Krum (Standort) | Mittelalterlicher Burgstall Krumenstein. Siehe auch: Burgstall Scherenburg          | D-6-5929-0020 | weitere Bilder |
| Krum (Standort) | Freilandstation des Mesolithikums und Einzelfund eines endneolithischen Steinbeils. | D-6-5929-0022 |                |
| Krum (Standort) | Freilandstation des Mesolithikums sowie Befestigung vermutlich des Mittelalters.    | D-6-5929-0023 |                |
| Krum (Standort) | Verhüttungsplatz und Siedlung vor- und frühgeschichtlicher Zeitstellung.            | D-6-5929-0024 |                |
| Krum (Standort) | Untertägige Bauteile der spätmittelalterlichen bis neuzeitlichen Kirche in Krum.    | D-6-5929-0068 |                |

### Bodendenkmäler in der Gemarkung Schmachtenberg
| Lage                      | Objekt                                                                                               | Akten-Nr.     | Bild |
| ------------------------- | --- | ------------- | ---- |
| Schmachtenberg (Standort) | Untertägige Bauteile der mittelalterlichen Burgruine Schmachtenberg. Siehe auch: Burg Schmachtenberg | D-6-5929-0025 |      |
| Schmachtenberg (Standort) | Siedlung vorgeschichtlicher Zeitstellung.                                                            | D-6-5929-0140 |      |

### Bodendenkmäler in der Gemarkung Zeil am Main
| Lage                    | Objekt | Akten-Nr.     | Bild |
| ----------------------- | --- | ------------- | ---- |
| Zeil am Main (Standort) | Freilandstation des Mesolithikums. | D-6-5929-0015 |      |
| Zeil am Main (Standort) | Mittelalterlicher Burgstall Altenburg. Siehe auch: Burgstall Altenburg (Zeil am Main) | D-6-5929-0016 |      |
| Zeil am Main (Standort) | Brandgräberfeld der späten Bronzezeit und Urnenfelderzeit. | D-6-5929-0018 |      |
| Zeil am Main (Standort) | Siedlung der mittleren bis späten Bronzezeit. | D-6-5929-0028 |      |
| Zeil am Main (Standort) | Untertägige Bauteile der spätmittelalterlichen Stadtbefestigung von Zeil am Main, Fundamente abgegangener Stadtmauerpartien sowie ein vorgelagerter Graben.                                                                       | D-6-5929-0071 |      |
| Zeil am Main (Standort) | Untertägige Bauteile der spätmittelalterlichen bis frühneuzeitlichen katholischen Stadtpfarrkirche St. Michael in Zeil am Main sowie Fundamente eines hochmittelalterlichen Vorgängerbaus. Siehe auch: St. Michael (Zeil am Main) | D-6-5929-0072 |      |
| Zeil am Main (Standort) | Untertägige Bauteile der spätmittelalterlichen und frühneuzeitlichen katholischen Kapelle St. Anna in Zeil am Main. | D-6-5929-0073 |      |
| Zeil am Main (Standort) | Untertägige Bauteile der spätmittelalterlichen und frühneuzeitlichen katholischen Hl.-Kreuz-Kapelle (Friedhofskapelle) in Zeil am Main.                                                                                           | D-6-5929-0074 |      |
| Zeil am Main (Standort) | Untertägige Siedlungsteile des Mittelalters und der frühen Neuzeit im Bereich der Kernstadt von Zeil am Main. | D-6-5929-0075 |      |
| Zeil am Main (Standort) | Untertägige Siedlungsteile des Mittelalters und der frühen Neuzeit im Bereich der Vorstadt von Zeil am Main. | D-6-5929-0076 |      |